# Ubinas
Der Ubinas ist ein Schichtvulkan im Südwesten Perus. Er ist 5672 m hoch und befindet sich in der Region Moquegua, 900 Kilometer südlich von Lima. An seinem Fuß liegt die Stadt Querapi.

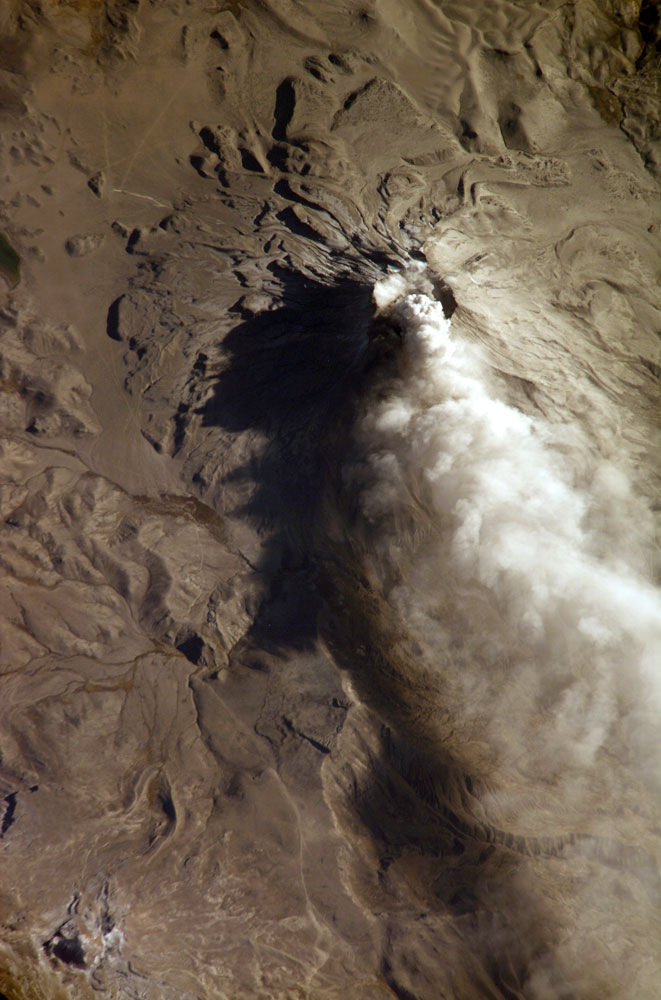
Aschewolke des Ubinas am 14. August 2006 aus der Sicht der ISS

## Chronologie der Eruptionen
Seine letzte Aktivität vor 2006 war 1956. Seit dem 22. April 2006 spuckte der Ubinas Asche und drohte auszubrechen. Am 23. April 2006 erklärten die Behörden den Notstand in den Orten in der Nähe des Vulkans.
Seit Ostern 2014 befand sich der Vulkan erneut in erhöhter Aktivität und spuckte eine Aschewolke bis zu vier Kilometer in die Atmosphäre. Im September 2015 folgte ein Ausbruch, bei dem innerhalb von 30 Sekunden eine 4000 m hohe Aschesäule entstand. Dabei wurde die Hitze im Krater gemessen.